# Sleeping Dogs
Sleeping Dogs (pierwotnie True Crime: Hong Kong, jako trzecia część serii True Crime) – komputerowa gra akcji wyprodukowana przez kanadyjskie studio United Front Games we współpracy ze Square Enix London Studios i wydana przez Square Enix. Premiera odbyła się 14 sierpnia 2012 na systemy Microsoft Windows i konsole PlayStation 3, Xbox 360. Pomimo pierwotnych założeń, gra nie stała się częścią serii True Crime.

## Fabuła
Detektyw Wei Shen, policjant hongkońskiego wydziału policji ma za zadanie infiltrować, a później za pomocą zdobytych przez niego dowodów rozwiązać triadę zwaną Sun on Yee. Przenika on do wewnątrz organizacji przechodząc „test” oraz wykonuje jednocześnie zadania dla triady (by zdobyć dostateczne dowody na winę organizacji), jak i dla policji. Żeby zdobyć zaufanie wyżej postawionych członków grupy przestępczej, Wei musi wykonywać ich polecenia, pnąc się w górę w hierarchii grupy przestępczej.

## Rozgrywka
Podczas gry gracz steruje z perspektywy trzeciej osoby detektywem Wei Shenem, który infiltruje gang Sun on Yee. Postać porusza się pieszo, a także może używać pojazdów takich jak samochody, motory lub łodzie. Poza głównymi zadaniami gracz może chodzić na randki, śpiewać karaoke, obstawiać walki kogutów, grać w mahjonga (pokera), brać udział w zorganizowanych ulicznych walkach wręcz, czy też kupować rozmaite artykuły spożywcze pochodzące z Chin, by uzyskać różne czasowe wzmocnienia postaci.
W Sleeping Dogs dostępne są rankingi umożliwiające porównywanie wyników graczy.

## Polska wersja językowa
Polska wersja językowa Sleeping Dogs została przygotowana przez firmę Cenega Poland. Gra jest dostępna w formie pudełkowej, a także cyfrowej na platformach Steam, Xbox Live Marketplace i PlayStation Store. Gra posiada kinową polską lokalizację, przygotowaną przez firmę QLOC.